# Жиландинські рудники
Жиландинські рудники – гірничодобувний комплекс в Улитауській області Казахстану, який веде розробку Жиландинської групи мідних родовищ.
За три десятки північніше від унікального Жезказганського мідного родовища виявлена група середніх та малих родовищ, що витягнулись із заходу на схід – Ітауиз, Західна Сари-Оба, Східна Сари-Оба, Кіпшакбай та Карашошак. Їх загальні запаси станом на початок 2022 року оцінювались у 170 млн тон руди із середнім вмістом міді у 1,29%.
Розробку родовищ практично у всіх випадках починали зі створення кар’єру – на Ітауиз (1998), Східній Сари-Оба та Карашошак (2005), на Кіпшакбай (2010). Із випрацюванням розташованих поблизу поверхні запасів починали переходити до видобутку руди шахтним методом – на Карашошак, Східній Сари-Оба (в квітні та червні 2016-го відповідно), Ітауиз (2019, на момент випрацювання глибина кар’єру на цьому родовищі досягнула 180 метрів). В подальшому очікується запуск шахт Західна Сари-Оба та Кіпшакбай. Цільовим показником річного видобутку з рудників групи є рівень у 6,8 млн тон руди. 
Для відпрацювання підземним методом родовища Ітауіз заплановано спорудити вертикальні стовбури (шахти) «Скіпо-клітьовий», «Повітряподаючий-вантажний», «Вентиляційний 1 та «Вентиляційний 2», а також похилі стволи «Вентиляційний повстаючий 1», «Вентиляційний повстаючий 2», «Ліфтовий повстаючий 1» та «Ліфтовий повстаючий 2».
Для родовища Східна Сари-Оба найбільшою спорудою підземного облаштування, будівництво якої вели з 2019 по 2023 роки, є ствол «Повітряподаючий-клітьовий» глибиною 637 метрів. Також проект включає стволи «Вентиляційний допоміжний 1», «Вентиляційний допоміжний 2» та повстаючі стволи «Північний 1» та «Північний 2».
На родовищі Західна Сари-Оба заплановані стволи «Повітряподаючий-клітьовий» та «Вентиляційний».
Продукція родовищ спрямовується на збагачувальні потужності виробничого об’єднання «Жезказганцветмет». 
Розробку Жиландинської групи веде корпорація «Казахмис».